# Equazione di comprimibilità
In meccanica statistica e termodinamica l'equazione di comprimibilità è un'equazione integrale della meccanica statistica che mette in relazione il modulo di comprimibilità e la struttura di un liquido. Viene scritta come:
{\displaystyle kT\left({\frac {\partial \rho }{\partial p}}\right)=1+\rho \int dr[g(r)-1]}
dove {\displaystyle \rho } è la densità del numero di particelle, {\displaystyle g(r)} è la funzione di distribuzione radiale e {\displaystyle kT\left({\frac {\partial \rho }{\partial p}}\right)} la comprimibilità a temperatura costante. Usando la rappresentazione di Fourier dell'equazione di Ornstein-Zernike l'equazione precedente può essere riscritta come:
{\displaystyle {\frac {1}{kT}}\left({\frac {\partial p}{\partial \rho }}\right)={\frac {1}{1+\rho \int h(r)d{\rm {r}}}}={\frac {1}{1+\rho {\hat {H}}(0)}}=1-\rho {\hat {C}}(0)=1-\rho \int c(r)d{\rm {r}}}
dove {\displaystyle h(r)} e {\displaystyle c(r)} sono rispettivamente le funzioni di correlazione indiretta e diretta.